# دومینیک ساندرس
دومینیک ساندرس (فرانسوی: Dominique Sanders‎؛ زادهٔ ۱۶ اوت ۱۹۵۷) دوچرخه‌سوار اهل فرانسه است.